# La Rassegna nazionale
"Ci diciamo NAZIONALISTI in ispecie, perché vogliamo essere italiani di cuore e quindi trattare ciò che altamente riguarda gli interessi della Nazione.
Intendiamo pure di essere CONSERVATORI, poiché vogliamo conservare ciò che alla Nazione nostra e alla prosperità di lei ed alla sua grandezza si appartiene; ma conservatori amici del progresso e dei perfezionamenti, da che sappiamo non potersi dare conservazione vera senza operosità perfezionatrice, né perfezionamento senza conservazione.
CATTOLICI ed ITALIANI, pur rispettando sempre le convinzioni e le credenze altrui, noi cooperiamo, per la nostra parte, a conservare le istituzioni religiose, morali, sociali, civili e politiche dell'Italia".
La Rassegna nazionale fu un periodico letterario e culturale italiano fondato a Firenze nel 1879 e pubblicato, attraverso alterne vicende, fino al 1952.

## Storia

### Dalla fondazione al 1915
Il periodico fiorentino fu il proseguimento della «Rivista Universale» (sottotitolo: «Cattolici col Papa - Liberali con lo Statuto»), fondata nella stessa Firenze nel 1865. A sua volta, il periodico continuava gli «Annali cattolici», fondati a Genova il 25 novembre 1863. Tra i fondatori della «Rivista» vi era il marchese spezzino Paris Maria Salvago. Nel dicembre 1877 la «Rivista» fu chiusa. Un anno e mezzo dopo apparve la «Rassegna», soprattutto per volere del marchese Manfredo Da Passano, condirettore del periodico cessato.
«La Rassegna nazionale» venne diffusa soprattutto negli ambienti dell'aristocrazia e della grande borghesia, nei ministeri, nelle scuole e nelle biblioteche pubbliche. I direttori - il Da Passano ed il Salvago - nel primo numero della rivista (luglio 1879) si presentarono come "cattolici ed italiani", cioè cattolici che volevano partecipare attivamente alla vita politica del Paese e che ritenevano si potesse agire su due piani, quello religioso e quello politico, senza indebite interferenze.
Il periodo più fecondo ed interessante della rivista fu tra il 1898 e il 1908 dal momento che i densi avvenimenti politici che avvennero in quegli anni, così decisivi per la storia politica e religiosa italiana, (repressioni del 1898, salita di Giovanni Giolitti al potere, sospensione del non expedit, condanna del modernismo) consentirono ai redattori e ai collaboratori molte attive esperienze. 
«La Rassegna nazionale» fu sempre pronta alla discussione e al vaglio della critica storica applicata all'esegesi biblica, si dimostrò interessata all'evoluzionismo e all'americanismo, attenta allo sviluppo delle nuove correnti del pensiero contemporaneo. 
La rivista si trovò spesso in crisi finanziaria. Negli anni novanta ricevette un decisivo sostegno da Geremia Bonomelli, il vescovo di Cremona, che riuscì a trovare finanziamenti nell'ambiente industriale cattolico milanese.
«La Rassegna nazionale» seguì con attenzione e con una certa simpatia, pur tenendo le giuste distanze, il dibattito modernista e l'uscita della rivista «Il Rinnovamento» nel 1907.

### Dal 1916 al 1952
Nel dicembre 1915 la rivista fu ceduta ad Antonio Ciaccheri Bellanti e Roberto Palmarocchi (Palmarocchi era figlio adottivo del Bellanti), che ne assunsero congiuntamente la direzione.
Dopo vari passaggi di proprietà, la rivista aderì al fascismo.

Sospesa durante la guerra, tornò ad uscire solo nel 1950; le pubblicazioni cessarono definitivamente con il n. 3 del 1952.

## Direttori
- Paris Maria Salvago e Manfredo Da Passano (luglio 1879- giugno 1899)
- Manfredo da Passano (luglio 1899 - dicembre 1915)
- Antonio Ciaccheri Bellanti e Roberto Palmarocchi (1916-1926)
- Renato Paoli (1926-1928)
- Maria Luisa Fiumi (1928-1936)
- Giulio De Rossi dell'Arno (1936-1943)